# Смердех
Смердех (укр. Смердех) — река в Яворовском районе Львовской области, Украина. Правый приток реки Любачувка (бассейн Вислы).
Длина реки 16 км, площадь бассейна 39 км². Русло слабоизвилистое. Пойма в нижнем течении местами заболочена.
Истоки расположены к востоку от посёлка городского типа Немиров, между холмами южных склонов Расточья, на территории Яворовского полигона. Течёт преимущественно на запад и юго-запад. Впадает в Любачувку на северной окраине села Щеплоты.